# التدخلات النسوية في فلسفة القانون

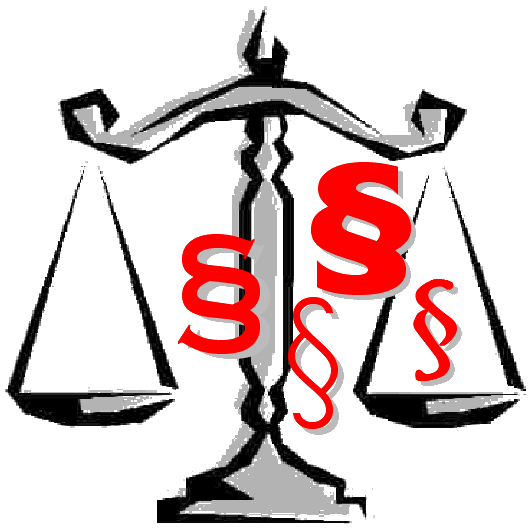

التدخلات النسوية في فلسفة القانون، تتمحور هذه التدخلات حول البحث في الأنظمة القانونية التقليدية وإعادة صياغتها لتعكس الشواغل السياسية والاجتماعية والاقتصادية للمرأة وغيرها من مختلف الجماعات العرقية والأثنية المختلفة. تستند التدخلات النسوية في فلسفة القانون إلى النظرية القانونية النسوية إلى حد كبير، لكن تختلف هذه التدخلات عن الاجتهادات القضائية النسوية الأكثر شيوعًا كونها تسعى إلى تفسير مبررات الحكومة فيما يتعلق بالتدخل في حياة مواطنيها. وبناءً على ذلك، تتناول التدخلات النسوية في فلسفة القانون تحديدًا العلاقة بين ممارسة النظام القضائي للسلطة وآثار هذه الممارسة على المواطنات، بالإضافة إلى الأساس المنطقي لهذه العلاقة. تختلف وجهات النظر الفردية فيما بينها إلى حد كبير، لكن تخضع معظم التدخلات النسوية في فلسفة القانون للاعتقاد المتمثل باعتماد العديد من الأنظمة القانونية المعاصرة على مفاهيم أبوية ذكورية من شأنها أن تخلق نظامًا يسوده التحيز واللامساواة.

## سيادة القانون
تُعرّف سيادة القانون عمومًا بأنها المبدأ الأساسي المتمثل بخضوع الحكومة ومواطنيها لنظام من القواعد العامة والعادلة المُتاحة علنًا. تنظر فيلسوفات القانون النسويات إلى رتابة سيادة القانون الراهنة على أنها بمثابة مؤسسة من شأنها أن تحافظ على استدامة المعايير الأبوية في المقام الأول، أو قد تعتبرها وكأنها تجسيد لمجموعة من العلاقات السلطوية التي لطالما هيمن عليها العنصر الذكوري بالدرجة الأولى. وبذلك، تنظر هذه النسويات إلى المعيارية الحالية للقانون بصفتها وسيلةً لإبقاء القيم الذكورية واقعًا راهنًا. تختلف وجهات نظر النسويات فيما يتعلق بكيفية معالجة هذه القضايا، لكن يوجد شبه إجماع عالمي حول الفكرة القائلة إنه لا يُمكن تحدّي هذه الهياكل الأبوية على نحو ملائم دون الكشف عن التحيزات الكامنة خلفها.

## دور التدخل الأيديولوجي
تحتل النسويات العديد من المناصب الفلسفية المتضاربة فيما بينها –كما هو الحال في الاجتهادات القضائية النسوية التقليدية- من حيث الأساليب التي يجب أن يعمل من خلالها القانون بهدف تلبية حاجات النساء بشكل أفضل.

### النسوية الثقافية
تزعم النسويات الثقافيات أن الإصلاح في الإجراءات التي تتقبل الاختلافات بين الرجل والمرأة هو الحل الوحيد لتحقيق المساواة القانونية. يكمن التحدي هنا في الاعتراف بالاختلافات العديدة بين الرجال والنساء، دون تعزيز الصور النمطية الجندرية أو تشجيع الممارسات القائمة على التحيز الجنسي.  وبذلك، ينبغي على الحكومة التدخل ما دامت تعزز القوانين التي لا تحتضن سوى الاختلافات الراسخة بين الجنسين –كالحمل مثلًا- بحيث تتجسد الغاية النهائية في الاعتراف بالصوت الأخلاقي للمرأة في الرعاية والقيم المجتمعية على قدم المساواة. وبصورة أكثر تحديدًا، تشدد النساء على أهمية العلاقات والتوفيق بين المواقف المتضاربة، بينما يشدد الرجال على المبادئ الأكثر تجريدية مثل الحقوق والمنطق. وبالتالي، ترى النسويات الثقافيات في تدخلهن في القانون وسيلةً لتحقيق التوازن والتصالح بين المجالين.

### النسوية الليبرالية
تعتقد النسويات الليبراليات أن للمرأة والرجل قدرات عقلانية متساوية وأنه لا يوجد أي اختلاف جوهري بين قدراتهما، لذا تشدد هذه النسويات على ضرورة إتاحة فرص للنساء على قدم المساواة مع الرجال، فضلًا عن اعتقاد بعض منهن بضرورة عدم وجود أي تمييز قانوني بين الجنسين. وبناءً على ذلك، تنظر النسوية الليبرالية إلى دور القانون باعتباره وسيلةً لتحقيق أعلى درجات المساواة بين الرجل والمرأة، ويعود السبب في ذلك إلى اعتقاد النسويات الليبراليات بأن المرأة قد حُرمت من الاستقلال الجسدي لفترة طويلة بينما تمتع الرجال بهذا الاستقلال. تتجلى هذه القضايا في بعض النقاشات حول ما إذا كان ينبغي على القانون الاعتراف ببعض القطاعات الصناعية مثل الدعارة باعتبارها كيانًا شرعيًا أم لا.
تُعتبر «معايير المعقولية» أحد المجالات القانونية المهمة التي تنطوي على رغبة في تحقيق التكافؤ بين الجنسين، إذ تُستخدم هذه المعايير في القانون الجنائي وقانون العقود وقانون الضرر. تدّعي النسويات الليبراليات أن هذه المعايير مبنية على افتراضات ذكورية لما هو «معقول». وبالتالي، تسعى النسويات الليبراليات إلى توضيح آلية تأثير هذا المبدأ الذكوري على تلك الجوانب القانونية، وذلك من حيث الحكم على النساء أو الجماعات النسوية الأخرى بأنها تتسم بالـ «معقولية» في المحاكمة.
علاوةً على ذلك، تولي النسويات الليبراليات أهميةً خاصةً للنظريات التقاطعية. يتمثل السبب الرئيسي وراء هذه الحركة المتنامية في اعتبار الفصل بين بعض التصنيفات مثل العرق والجنس مثلًا سببًا في جعل هؤلاء الأشخاص «غير مرئيين» بسبب صعوبة منح المساواة للأشخاص الذين يعانون من اضطهاد قائم على الجنس أو العرق أو الطبقة.

### النسوية المهيمنة
تشدد النسوية المهيمنة أو الراديكالية على وجود اختلافات بين الرجل والمرأة، مع التأكيد على اعتبار هذه الاختلافات غير فطرية في طبيعتها بل بمثابة نتيجة لإخضاع الرجال للنساء في المجتمع ككل. ولذلك، لا يُعتبر احتضان هذه الاختلافات بين الرجل والمرأة أمرًا كافيًا، بل ينبغي ترسيخ مساواة جنسية في ظل سيادة القانون وفقًا لنموذج أنثوي بعيد عن النموذج الذكوري الحالي. ترى النسويات المهيمنات –فيما يتعلق بموضوع التدخلات الفلسفية- ضرورةً في إجراء إعادة التقييم المنهجية في ظل نظام قانوني يعمل على إخضاع النساء. علاوةً على ذلك، ينبغي أن يُبنى القانون بطريقة لا تترك أثرًا متباينًا على أي من الجنسين.
وفي المقابل، تشدد بعض النسويات الراديكاليات على اعتبار النموذج القائم على النساء وحسب نموذجًا فاسدًا في جوهره، وذلك لأنه يوحي زورًا بأن لجميع النساء اهتمامات وهويات واحتياجات واحدة. بالإضافة إلى ذلك، تُعتبر هذه النماذج فاسدة لأنها تولي اهتمامًا أكبر لتفضيلات النساء البيض من الطبقات الثرية ووجهات نظرهن. ينبغي أن يركز التحليل النسوي على التقاطعات بين الجنس والعرق والطبقة والميول الجنسية، والتعامل معها بموجب القانون. ما تزال العديد من النسويات الراديكاليات يبحثن عن سياسات أو أساليب تحليلية بالاستناد إلى الرجال والنساء –على حد سواء- من جميع الخلفيات، باعتبارهما نقطة البداية لكل من التحليل وقواعد تصميم أماكن العمل والأسر والسياسة والمجتمع التي تجمع جميع هذه الخلفيات.